# Luchthaven Bamako
De internationale luchthaven van Bamako–Sénou is de belangrijkste luchthaven van Mali en ligt 15 km van het centrum van Bamako, de hoofdstad van Mali. De luchthaven werd in 1974 geopend en werd tussen 2007 en 2012 gemoderniseerd met hulp van financiële steun uit de Verenigde Staten. Sinds het begin van deze eeuw groeit het aantal passagiers dat gebruikmaakt van de luchthaven langzaam. In 2005 vlogen er 516.000 mensen van en naar Bamako, naar verwachting zullen er in 2015 zo'n 900.000 mensen gebruikmaken van de luchthaven.
Er zijn geen rechtstreekse vluchten van Schiphol naar Bamako, maar Air France en TAP Portugal hebben verbindingen naar respectievelijk Parijs en Lissabon.

## Ongelukken en incidenten
- Op 24 juli 1971 stortte een Douglas C-47 van Air Ivoire kort na opstijgen neer op een nabijgelegen heuvel. Alle zes inzittenden kwamen om.